# SMAP2
SMAP2 (англ. Small ArfGAP2) – білок, який кодується однойменним геном, розташованим у людей на 1-й хромосомі. Довжина поліпептидного ланцюга білка становить 429 амінокислот, а молекулярна маса — 46 786.
| 10         |  | 20         |  | 30         |  | 40         |  | 50         |
| ---------- |  | ---------- |  | ---------- |  | ---------- |  | ---------- |
| MTGKSVKDVD |  | RYQAVLANLL |  | LEEDNKFCAD |  | CQSKGPRWAS |  | WNIGVFICIR |
| CAGIHRNLGV |  | HISRVKSVNL |  | DQWTQEQIQC |  | MQEMGNGKAN |  | RLYEAYLPET |
| FRRPQIDPAV |  | EGFIRDKYEK |  | KKYMDRSLDI |  | NAFRKEKDDK |  | WKRGSEPVPE |
| KKLEPVVFEK |  | VKMPQKKEDP |  | QLPRKSSPKS |  | TAPVMDLLGL |  | DAPVACSIAN |
| SKTSNTLEKD |  | LDLLASVPSP |  | SSSGSRKVVG |  | SMPTAGSAGS |  | VPENLNLFPE |
| PGSKSEEIGK |  | KQLSKDSILS |  | LYGSQTPQMP |  | TQAMFMAPAQ |  | MAYPTAYPSF |
| PGVTPPNSIM |  | GSMMPPPVGM |  | VAQPGASGMV |  | APMAMPAGYM |  | GGMQASMMGV |
| PNGMMTTQQA |  | GYMAGMAAMP |  | QTVYGVQPAQ |  | QLQWNLTQMT |  | QQMAGMNFYG |
| ANGMMNYGQS |  | MSGGNGQAAN |  | QTLSPQMWK  |  |            |  |            |

A: Аланін

C: Цистеїн

D: Аспарагінова кислота

E: Глутамінова кислота

F: Фенілаланін

G: Гліцин

H: Гістидин

I: Ізолейцин

K: Лізин

L: Лейцин

M: Метіонін

N: Аспарагін

P: Пролін

Q: Глутамін

R: Аргінін

S: Серин

T: Треонін

V: Валін

W: Триптофан

Кодований геном білок за функціями належить до активаторів гтфаз, фосфопротеїнів. 
Задіяний у такому біологічному процесі, як альтернативний сплайсинг. 
Білок має сайт для зв'язування з іонами металів, іоном цинку. 
Локалізований у цитоплазмі.